# كانيدي (نيويورك)
كانيدي (بالإنجليزية: Caneadea, New York)‏ هي بلدة أمريكية تقع في الولايات المتحدة في مقاطعة ألليغاني، نيويورك. يقدر عدد سكانها بـ 2,542 نسمة ومساحتها 94.1 كم2 وترتفع عن سطح البحر 447 متر.

## أعلام
- ليدي بالدوين